# صوفی (شوط)
صوفی روستایی در دهستان قره قویون شمالی در بخش مرکزی شهرستان شوط در استان آذربایجان غربی در ایران است. این روستا مرکز دهستان قره‌قویون شمالی است.

## جمعیت
براساس سرشماری مرکز آمار ایران در سال ۱۳۹۵، جمعیت این روستا برابر با ۲٬۶۰۵ نفر (۷۷۴ خانوار) بوده‌است. 

## فقدان آب‌رسانی
روستای صوفی با مشکل آب‌رسانی مواجه است و عدم دسترسی به آب باعث مهاجرت مردم این روستا شده‌است. در اواخر دهۀ ۱۳۶۰ در منازل روستا کنتورهای آب نصب شد، اما ۳۵ سال پس از این اقدام هنوز آب آشامیدنی دائمی این روستا تأمین نشده است و منازل روستا تنها ۱ تا ۱/۵ ساعت در روز آب دارند. در سال ۱۴۰۲ استاندار آذربایجان غربی با سفر به روستای صوفی دستور داد از محل «پروژۀ ۱۰۶ روستایی» تأمین شود، اما اجرای این پروژه در صورت تأمین اعتبار ۵ سال به درازا خواهد انجامید. به‌همین دلیل استاندار وقت آذربایجان غربی دستور داده بود به‌صورت موقت یک خط انتقال آب از شهر شوط به فاصلۀ ۱۵ کیلومتری روستا راه‌اندازی شود. در مهر ۱۴۰۳ با گذشت یک سال و اجرا نشدن این راهکار موقتی، اعضای ۵ نفرۀ شورای روستا در اعتراض به عدم تأمین آب شرب بهداشتی برای مردم این روستا استعفا دادند.